# Jan Linzel (1915-2019)
Jan Linzel (Stadskanaal, 7 december 1915 – Glengarriff, 5 mei 2019) was een Nederlands Engelandvaarder en gevechtsvlieger, die in zowel in 1940 als in 1944 en 1945 tegen de Duitse bezetter heeft gevochten. Hij was een zoon van architect Otto Linzel (1883-1977).

## Voor de oorlog
Linzel vervulde zijn dienstplicht als korporaal bij het Korps Motordienst en zwaaide op 5 oktober 1935 af als sergeant. In 1938 meldde hij zich aan voor de vliegeropleiding van de Luchtvaartafdeeling der Koninklijke Landmacht (LVA), de voorloper van de Nederlandse Koninklijke Luchtmacht. Hij kreeg zijn vlieglessen op de Fokker S4 en de Koolhoven FK51 en haalde in 1939 zijn militair vliegbrevet, waarna hij vanaf juli 1939 een voortgezette training volgde op de Fokker C5 en daarna de jachtvliegopleiding op de Fokker D16, D17 en ten slotte de Fokker D21.
Op 1 november 1939 werd Linzel als sergeant-vlieger geplaatst bij de 1e Jachtvliegtuigenafdeeling (1e JaVA) van de Jachtgroep van het 2e Luchtvaartregiment die was uitgerust met 8 Fokker D21’s. Op 15 maart 1940 werd de eenheid overgeplaatst naar vliegveld Eindhoven, en op 10 april naar vliegveld Ypenburg bij Den Haag.

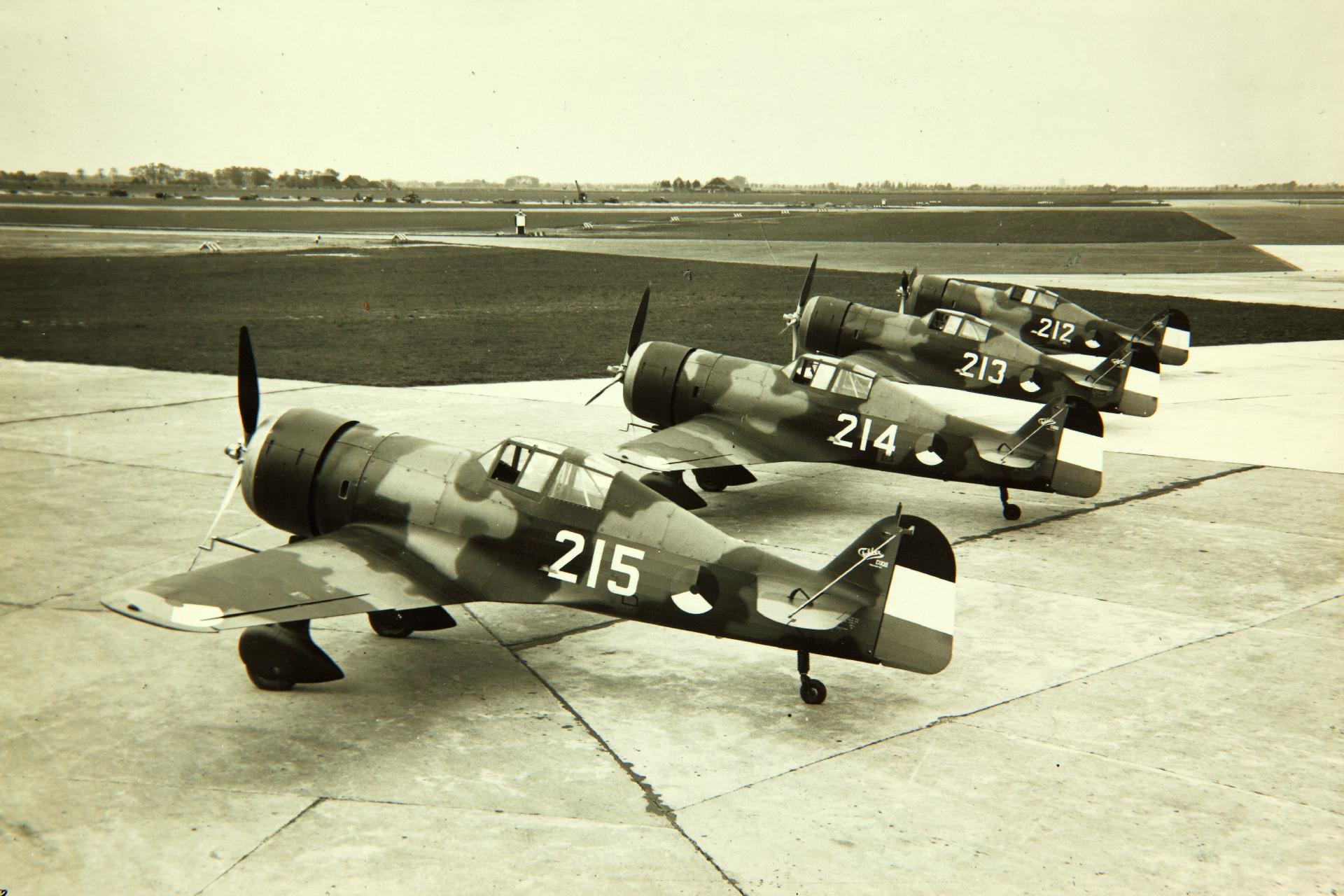
Fokker D21’s

## Mei 1940
Als de Duitsers Nederland op 10 mei 1940 binnenvallen is Linzel op vliegveld Ypenburg. Hij gaat met Fokker 246 de lucht en weet al snel een Me 110 jachtbommenwerper te vinden die hij neerschiet. Even later ziet hij een He 111 bommenwerper die hij aanvalt. Hij raakt de bommenwerper wel, maar deze stort niet neer. Vervolgens wordt Linzels eigen toestel geraakt, en raakt hij zelf gewond aan zijn linkerbeen. Zijn toestel stort neer bij Klein-Delfgauw (Pijnacker) en Linzel weet zich per parachute te redden. Hij kan door zijn verwondingen in mei 1940 niet meer in actie komen.

## Engelandvaarder
In 1941 poogt Linzel om dwars door West-Europa naar Engeland te komen; hij strandt voor de Pyreneeën en keert terug naar Nederland. Op 9 april 1942 vertrekt hij opnieuw en weet via Zwitserland, Frankrijk en Spanje uiteindelijk Lissabon te bereiken. Vandaar vliegt hij op 8 juni 1943 met de Douglas DC-3 G-AGBD van de BOAC/KLM naar Bristol in Engeland.

## Royal Air Force

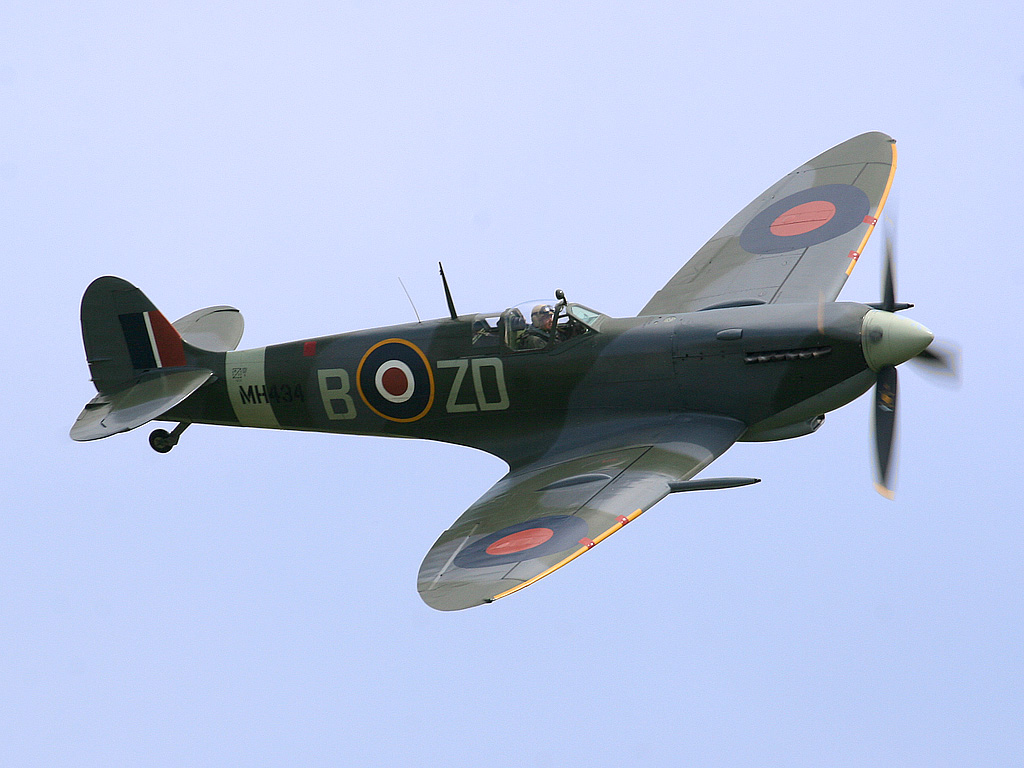
Supermarine Spitfire

Op 6 juli 1943 wordt hij goedgekeurd voor dienst in de Britse Royal Air Force (RAF) en wordt hij gestationeerd bij het “Allied L Squadron“ om beter Engels te leren. Op 6 september wordt hij geplaatst op RAF College in Cranwell, en 2 dagen later naar Caistor Airfield ten zuiden van Grimsby voor een 4 weken durende opfriscursus op Miles M.19 Master II trainingstoestellen. In november wordt hij op eigen verzoek overgeplaatst en geplaatst bij een onderhoudsafdeling op Old Weddup om vliegtuigen te testen. Hier vliegt hij op Hawker Hurricanes en volgt een cursus op de Spitfires.
Op 25 juli 1944 wordt Linzel gestationeerd bij 84 Group Support Unit op vliegbasis Thruxton. Hier vliegt Linzel op de Spitfire Mk IXb. Op 3 augustus wordt Linzel weer verplaatst, nu naar het operationele 33 Squadron (33 Sqn) dat met Spitfires vliegt vanaf vliegbasis Selsey-Bill. Op 26 augustus 1944 vertrekt 33 Sqn met Linzel naar Carpiquet bij Caen in Normandië. Linzel en zijn collega’s van 33 Sqn voeren voornamelijk gewapende verkenningen en grondaanvalsmissies uit. Vanaf 1 november 1944 opereerde 33 Sqn vanaf een vliegbasis bij Maldegem.

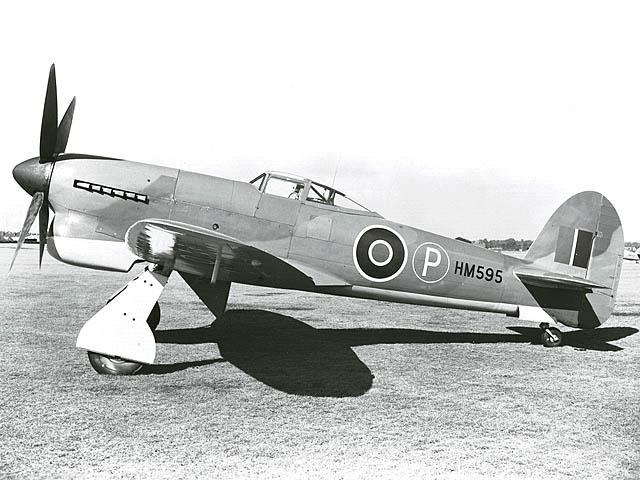
Hawker Tempest Mk V (Bovenste foto: Prototype)

Op 15 december keert 33 Sqn terug naar Engeland en schakelt het over op de Hawker Tempest. In maart 1945 is 33 Sqn weer operationeel en op 12 maart 1945 komt Linzel voor het eerst in actie met de Tempest boven Westkapelle.
Tot en met eind april 1945 blijft Linzel met 33 Sqn gewapende verkenningen en grondaanvalsmissies uitvoeren boven Nederland en Duitsland. Zijn laatste vlucht voor de RAF is op 1 mei 1945.

## Na de oorlog
Op 26 juni 1945 werd Linzel overgeplaatst naar het Nederlandse 322 Squadron. In maart 1947 verliet hij de luchtmacht en studeerde aan de Rijksluchtvaartschool voor een licentie voor de burgerluchtvaart. Vervolgens was hij enige tijd instructeur op de Rijksluchtvaartschool, maar had het niet naar zijn zin en ging terug naar de luchtmacht.
Hij werd instructeur op de Spitfire Mk IX B op de Jachtvliegschool (JVS) van de Koninklijke Luchtmacht. In november 1948 werd Linzel Flight-Commander bij het nieuwe 323 Squadron dat met Gloster Meteor-straaljagers ging vliegen. Van oktober 1949 tot mei 1950 werd hij kapitein en commandant van 323 Sqn.
Vervolgens kreeg hij een functie op de Vliehors, de schietbaan van de luchtmacht op het waddeneiland Vlieland. Deze functie vervulde hij eerst als kapitein en na enkele jaren werd hij bevorderd tot  majoor, totdat hij in 1973 met pensioen ging. Hij vloog geen jachtvliegtuigen meer, maar bleef vliegen met Auster, Piper Cub, North American Harvard en De Havilland Dominie.
Op Vlieland leerde hij in 1958 de Duitse Marianne Nowak kennen waarmee hij op 21 september 1958 trouwde. Ze kregen één zoon. In 1978 verhuisde het gezin naar Glengarriff in het zuiden van Ierland.
Jan Linzel overleed in 2019 op 103-jarige leeftijd. Hij was de laatste overlevende Nederlandse jachtvlieger die in de meidagen van 1940 vocht, en de oudste Nederlandse luchtmachtveteraan.

## Carrière
| Insigne | Rang                                                           | Datum           |
| ------- | -------------------------------------------------------------- | --------------- |
|         | reserve Sergeant-vlieger                                       | 1 november 1939 |
|         | RAF Flight sergeant (RAF nr. 1814982)                          | 6 juni 1943     |
|         | RAF Flying Officer (RAF nr. 160743) / Tweede Luitenant-vlieger | eind 1943       |
|         | Eerste Luitenant-vlieger                                       | 20 mei 1948     |
|         | Kapitein-vlieger                                               | 1 november 1949 |
|         | Majoor-vlieger                                                 | 1950            |

## Decoraties
Kruis van Verdienste (KV), toegekend op 28 oktober 1943

 Vliegerkruis (VK), toegekend op 22 april 1948

 Oorlogsherinneringskruis met 2 gespen

 1939-1945 Star (UK)

 France and Germany Star (UK)

 War Medal 1939-1945 (UK)

 Defence Medal 1939-1945 (UK)

## Familie
- Jan Linzel (1918-2009), zijn neef en naamgenoot, was ook Engelandvaarder. Hij was tijdens de oorlog commando en klom na de oorlog op tot brigadegeneraal.
- Otto Linzel (1883-1977), zijn vader, was architect
- Christoffer Linzel (1879-1943), een oom, was architect en aannemer

## Vernoeming Jan Linzelviaduct
In juli 2020 is een nieuw fietsviaduct over de autosnelweg A4 tussen de wijk Ypenburg en de Vlietzone in Den Haag vernoemd naar Jan Linzel.